# Coraggio... fatti ammazzare
Coraggio... fatti ammazzare (Sudden Impact) è un film del 1983, prodotto, diretto e interpretato da Clint Eastwood, quarto film della serie dedicata dell'ispettore Harry Callaghan.

## Trama
San Francisco, California, un uomo viene ucciso da una donna, all'interno di un'automobile, con due colpi di pistola, uno ai genitali e uno in fronte. L'assassina, Jennifer Spencer, una pittrice ancora poco conosciuta, ha cominciato la sua vendetta nei confronti di un gruppo di persone che nell'estate di dieci anni prima ha violentato lei e la sorella minore, rendendola catatonica a causa dello shock subito.
Delle indagini viene incaricato l'Ispettore Harry Callaghan. Nello stesso periodo sta tentando di incriminare un boss mafioso per l'omicidio di una prostituta e, non riuscendovi, va a fargli visita durante la festa di matrimonio della nipote e gli causa un infarto. A causa di questo subisce un attentato da parte di tre sicari che l'ispettore uccide. Attenta alla sua vita anche un ragazzo con due suoi amici che pochi giorni prima aveva arrestato e che era subito tornato in libertà. I tre finiscono in acqua con l'auto e muoiono. Inoltre, Callaghan interviene in un locale pubblico per impedire una rapina e uccide tre dei quattro rapinatori. Il suo superiore, Capitano Briggs, preoccupato per la sua sicurezza, ma soprattutto stanco della lunga scia di cadaveri che segue l'ispettore Callaghan, gli ordina di andare a San Paolo, città di provenienza dell'uomo ucciso dentro l'automobile, per cercare dei collegamenti con il suo omicidio.
Anche Jennifer si è stabilita nella cittadina e mentre restaura un'antica giostra prosegue nella ricerca dei componenti del gruppo di sei stupratori, cinque uomini e la donna che l'aveva attirata nella trappola. Infatti, dopo pochi giorni, uccide un altro uomo con le stesse modalità usate a San Francisco. L'ispettore Callaghan viene incomprensibilmente tenuto in disparte dalle indagini dal Capo della polizia di San Paolo, Lester Jannings.
Harry e Jennifer si incontrano casualmente e sembrano intrecciare una relazione. Mentre questo accade, anche il terzo componente del gruppo viene ucciso, suscitando la preoccupazione di Ray Parkins, unica donna del gruppo, la quale avverte Mick, il "capo" del branco, che si trova fuori città. Avendo intuito che il collegamento tra gli omicidi è il "fatto" accaduto dieci anni prima, insieme decidono di aspettare che Jennifer si faccia viva presso di loro.
Harry va a casa di Ray per interrogarla, ma Mick, che si trovava con lei, lo aggredisce, e per questo viene arrestato. Jennifer, che era nascosta, appena Callaghan si allontana con Mick entra in casa e uccide Ray. Più tardi, Harry incontra Jennifer in spiaggia, bevono una birra insieme e la riaccompagna a casa, finendo a letto con lei. Dopo essere uscito, scorge nel garage di Jennifer la stessa targa che aveva notato fuori della casa di Ray prima dell'arresto di Mick. Arriva sul posto e trova Ray morta, scoprendo così la verità dietro gli omicidi. Chiama la centrale e apprende che Mick è stato rilasciato dietro pagamento della cauzione da parte del cognato di Kruger. Nel frattempo Horace, amico e collega di Callaghan, viene assassinato da Mick, dal cognato di Kruger e da un altro balordo loro compare. Harry, dopo che la vedova Kruger si è rifiutata ancora di collaborare, viene aggredito, disarmato e pestato dai tre uomini che hanno ucciso Horace e che ora vogliono uccidere anche lui. Riesce a fuggire e a trascinarsi fino a casa dove trova Horace morto. Furioso, prende da un cassetto la AutoMag con la quale si allenava prima della partenza proprio con Horace.
Jennifer, nel frattempo, è giunta a casa del penultimo elemento che ha partecipato allo stupro, ma lo trova nel medesimo stato della sorella. Appare Jannings che si rivela essere il padre, e le spiega come il rimorso per quello che ha fatto lo ha spinto a tentare il suicidio con l'auto finendo in quello stato vegetativo. Offre a Jennifer la libertà in cambio della vita del figlio, e le promette che si sarebbe occupato lui di Mick. Purtroppo arrivano Mick con i suoi due compari, che rapiscono Jennifer e uccidono Jannings con la 38 Special della ragazza. Jennifer viene portata dai tre uomini al luna park dove fu stuprata dieci anni prima per ripetere la violenza. Qui viene duramente malmenata. Si ribella prima insultando Mick, poi ferendolo alla testa con una pietra, infine riesce a fuggire e a rifugiarsi nella giostra.
Harry riesce a raggiungerli e, dopo avere ucciso i due complici, riesce a uccidere anche Mick, salvando così Jennifer. A questo punto Jennifer pensa che sarà arrestata per gli omicidi commessi e quindi inveisce contro Harry chiedendogli dov'era la giustizia quando lei e sua sorella vennero violentate e nessuno dei colpevoli venne incriminato. Callaghan, allora, decide di lasciar credere che il responsabile degli omicidi sia Mick, che è morto con addosso la pistola della donna, arma collegata ai delitti. I due si allontanano insieme lasciandosi tutto alle spalle.

## Curiosità
- La frase «Coraggio... fatti ammazzare» (nell'originale: «Go ahead, make my day», la cui traduzione letterale è «Avanti, da' un senso alla mia giornata»), nacque da un'improvvisazione, in sala di doppiaggio, della voce di Clint Eastwood, Michele Kalamera, che senza volerlo suggerì al distributore il titolo della versione italiana del film.[1]
- La frase, oltre ad essere citata in diversi film tra i quali Ritorno al futuro, è anche al 6º posto nella AFI's 100 Years... 100 Movie Quotes, classifica delle 100 migliori citazioni cinematografiche redatta dalla American Film Institute.[2]